# لويد باربي
لويد باربي هو محامي وسياسي أمريكي، ولد في 17 أغسطس 1925 في ممفيس في الولايات المتحدة، وتوفي في 29 ديسمبر 2002. نشط حزبياً في الحزب الديمقراطي. وقد انتخب عضو جمعية ولاية ويسكونسن ‏.